# Френкель, Михаил Яковлевич
Михаил Яковлевич Френкель (8 ноября 1943 года, Щёлково, Московская область, РСФСР, СССР — 12 января 1993 года, Москва, Россия) — советский и российский учёный-геолог, геохимик, доктор геолого-минералогических наук (1992), автор более шестидесяти научных работ и двух монографий по геохимии и петрологии.

## Биография
Родился 8 ноября 1943 года в подмосковном Щёлково. Обучался на химическом факультете МГУ в 1960-1965 годах. По окончании вуза пошёл работать в Институт геохимии и аналитической химии имени В. И. Вернадского. Руководил лабораторией «Термодинамика и математическое моделирование природных процессов» в 1989-1993 гг. Совместно с  А. А. Кадиком выдвинул теорию образования магм в условиях декомпрессионного плавления планетарного вещества при конвективных течениях мантии, дал обоснование тому, что адиабатический подъём мантийного вещества неизбежно приводит к его частичному плавлению и формированию магматических расплавов различного состава. Скончался 12 января  1993 года в Москве в возрасте 49 лет.